# マシュー・ワイナー
マシュー・ワイナー（Matthew Weiner、1965年6月29日 - ）は、アメリカ合衆国の脚本家。

## 作品
- オレンジ・イズ・ニュー・ブラック シーズン4
- MAD MEN マッドメン シーズン5
- MAD MEN マッドメン シーズン4
- MAD MEN マッドメン シーズン3
- MAD MEN マッドメン シーズン2
- MAD MEN マッドメン シーズン1
- ザ・ソプラノズ／哀愁のマフィア 第6シーズン
- ロマノフ家の末裔 〜それぞれの人生〜